# Colle del Tourmalet
Il Colle del Tourmalet (in francese Col du Tourmalet - 2.115 m s.l.m.) è un passo dei Pirenei centrali francesi, situato nella regione dell'Occitania, nel dipartimento degli Alti Pirenei, ad una cinquantina di chilometri a sud di Tarbes, famoso per essere frequente sede di passaggio o arrivo di tappa del Tour de France. Dominato a nord dal Pic du Midi de Bigorre (2.872 m) e a sud dal pic d'Espade (2.467 m), generalmente chiuso tra dicembre e giugno, è il colle attraversabile più alto e il secondo in altezza tra quelli con strada asfaltata interamente compresi nei Pirenei francesi, dopo il Col du Portet (2.215 m s.l.m.), in cima del quale, però, la strada termina.

## Storia
Il colle era già famoso prima del Tour de France: percorso abitualmente da pastori e pellegrini, fu anche attraversato da Madame de Maintenon (1635-1719), venendo poi modernizzato a metà del XIX secolo; la strada termale fu inaugurata il 30 agosto 1864 con i lavori finanziati da Napoleone III nel 1859.

## Ciclismo

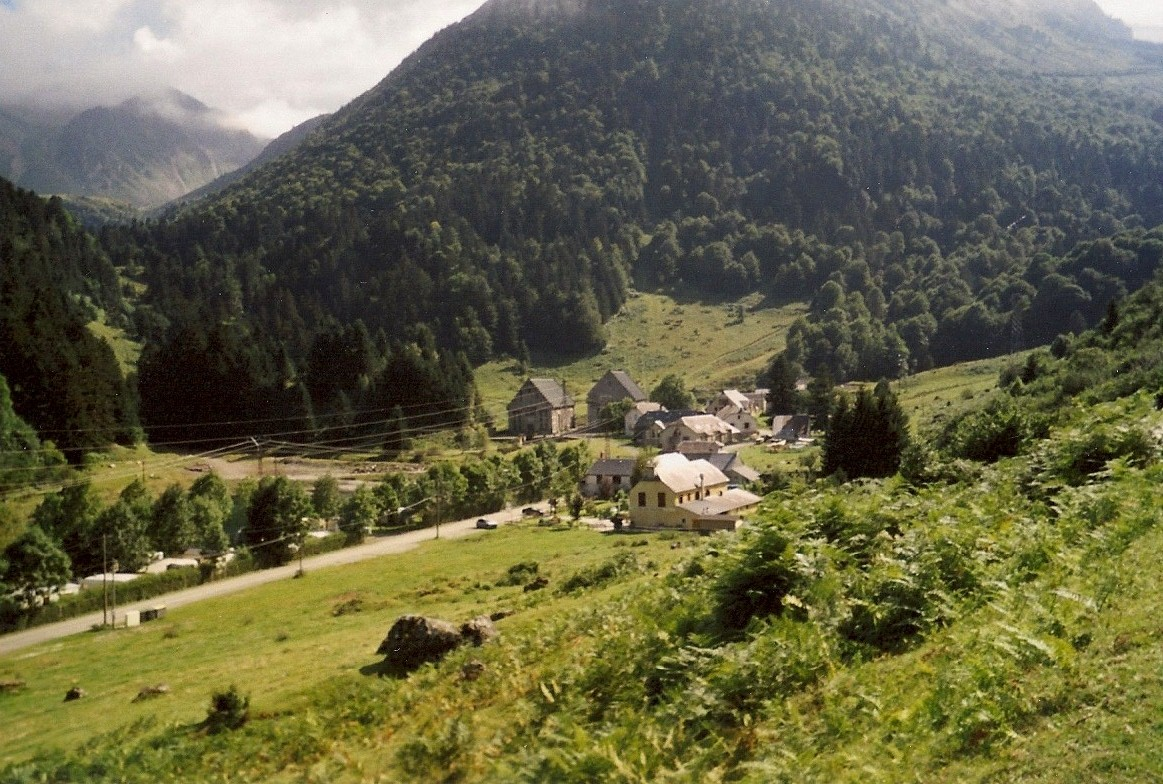
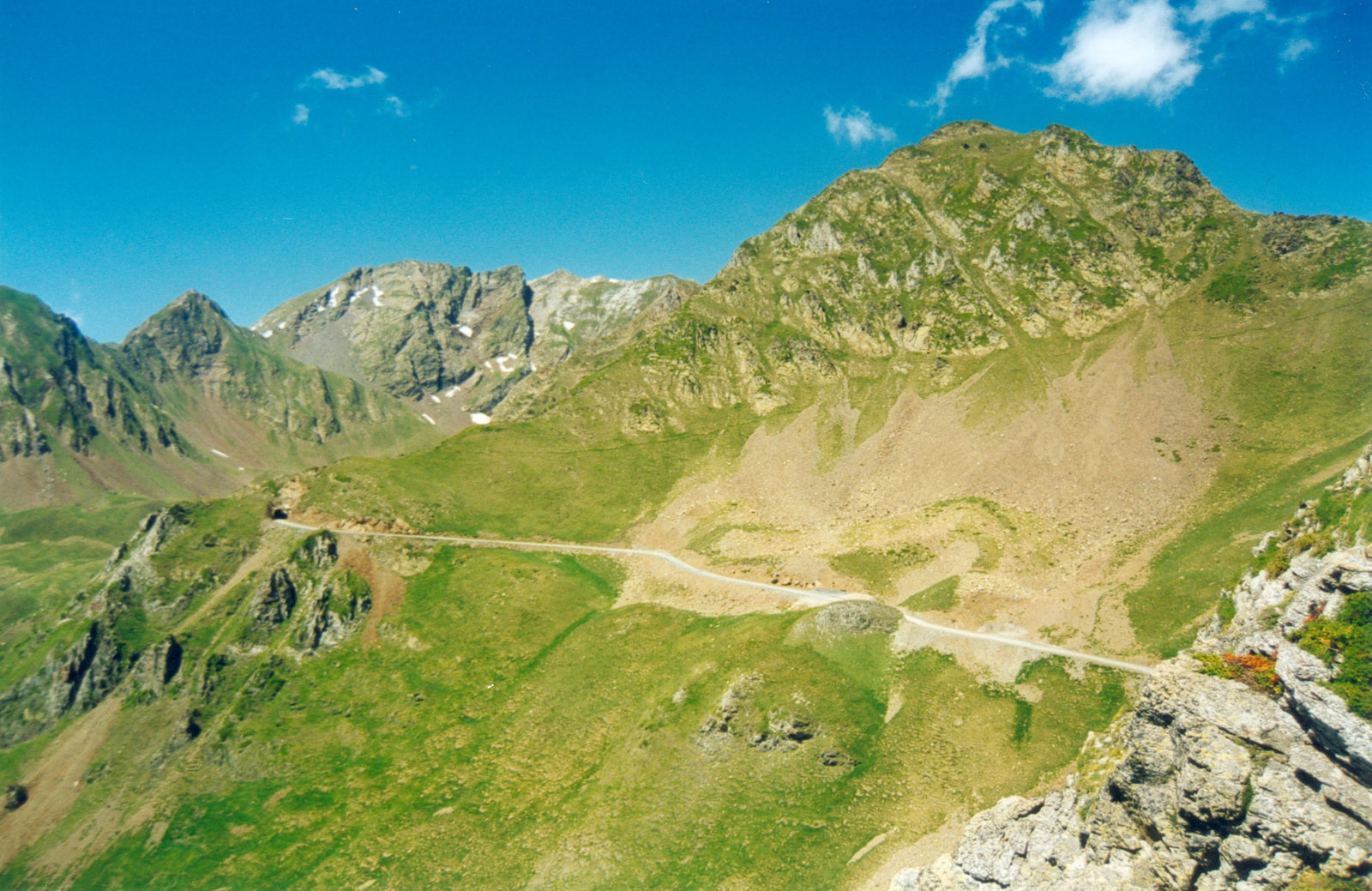
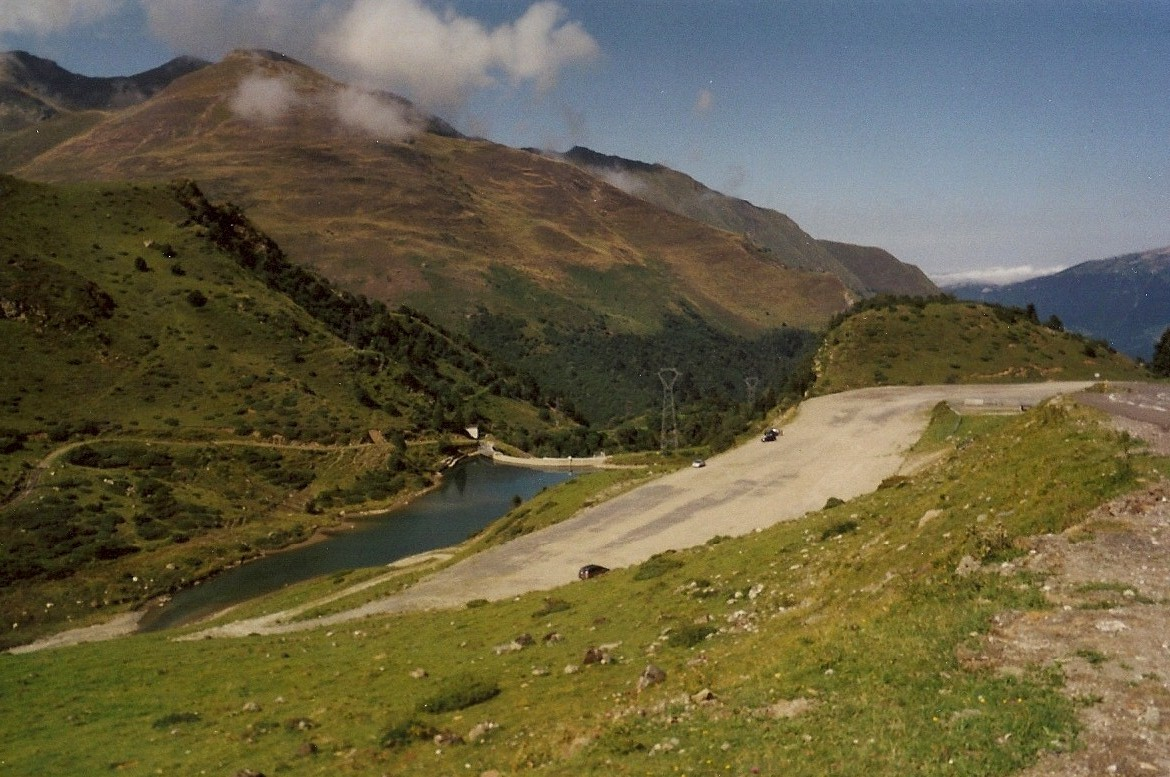
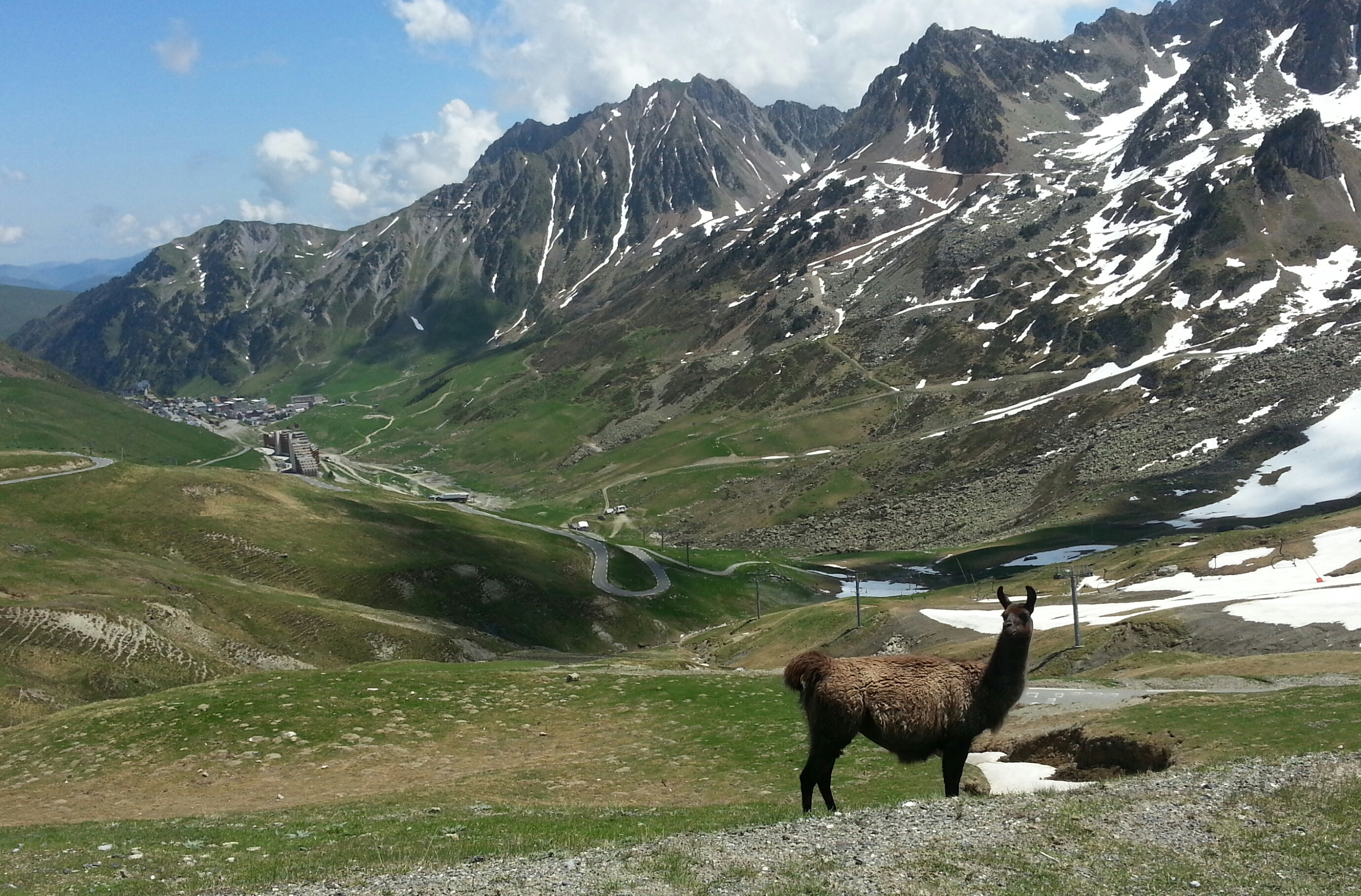
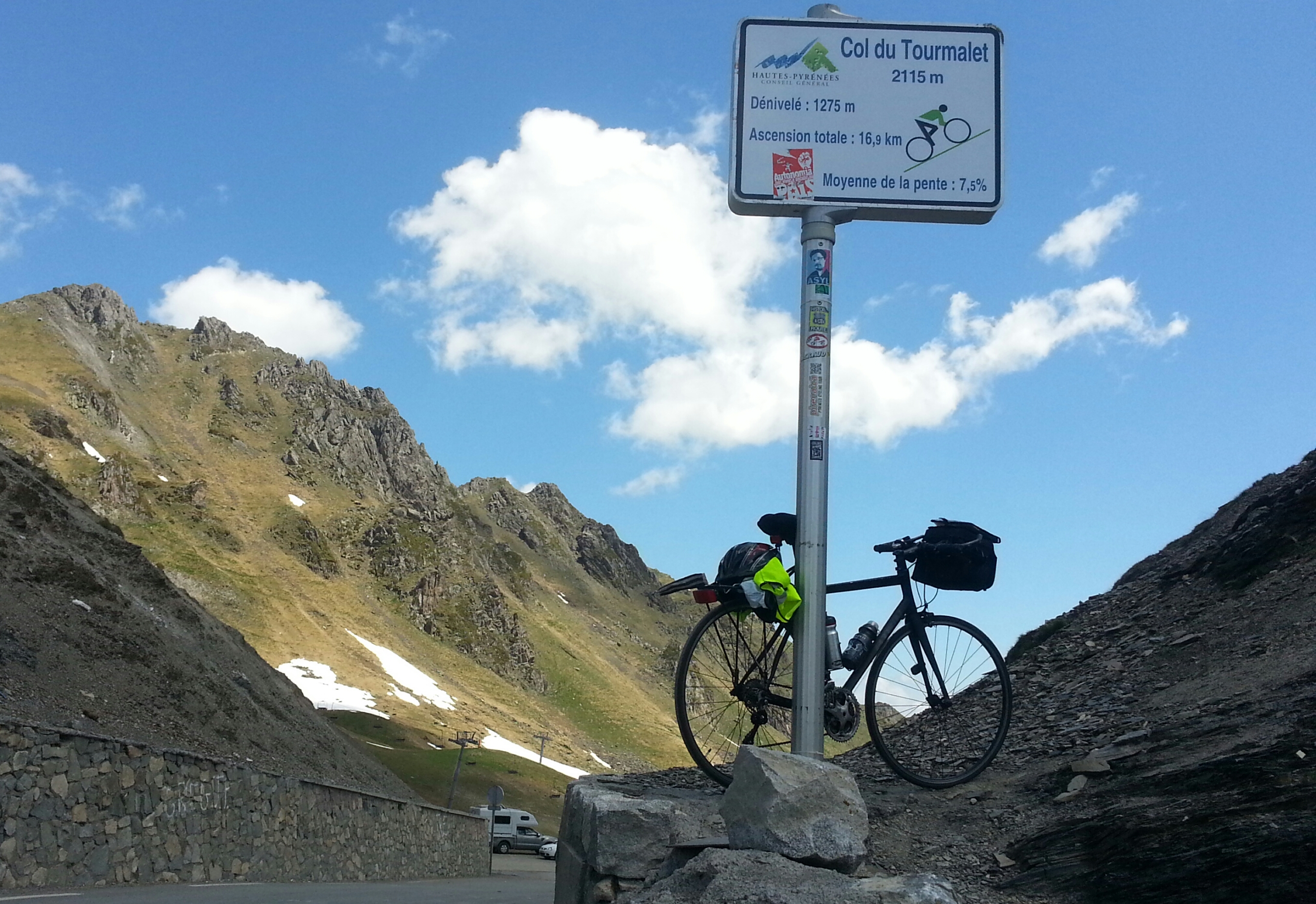
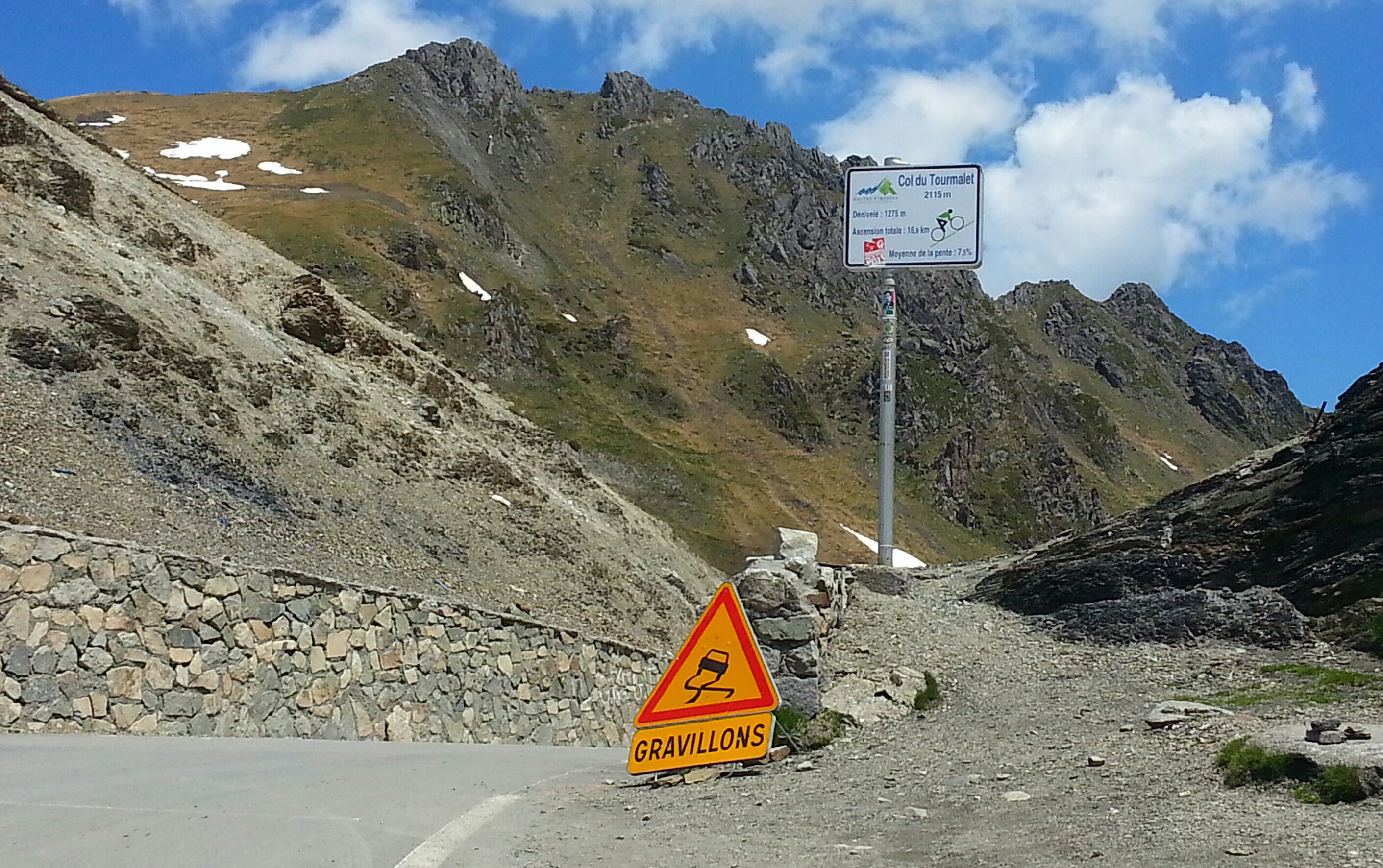

Il Col del Tourmalet ha ospitato per la prima volta il Tour de France già nel 1910, con la prima tappa pirenaica. Da quella data, il Tour è passato per il colle molte volte. Ma le tappe finite in cima al Tourmalet sono 3: quella del 1974 vinta da Jean-Pierre Danguillaume, quella del 2010 vinta da Andy Schleck e quella del 2019 vinta da Thibaut Pinot. La tabella seguente elenca i passaggi del Tour ed il ciclista arrivato in testa sul colle (sono segnate con l'asterisco quelle in cui l'arrivo di tappa era posto sul Tourmalet).
- 1910: Octave Lapize
- 1911: Paul Duboc
- 1912: Odile Defraye
- 1913: Philippe Thys
- 1914: Firmin Lambot
- 1919: Honoré Barthélémy
- 1920: Firmin Lambot
- 1921: Hector Heusghem
- 1923: Robert Jacquinot
- 1924: Ottavio Bottecchia
- 1925: Omer Huyse
- 1926: Odiel Taillieu
- 1927: Nicolas Frantz
- 1928: Camille Van de Casteele
- 1929: Victor Fontan
- 1930: Benoît Faure
- 1931: Jef Demuysere
- 1932: Benoît Faure
- 1933: Vicente Trueba
- 1934: René Vietto
- 1935: Sylvère Maes
- 1936: Sylvère Maes
- 1937: Julián Berrendero
- 1938: Gino Bartali
- 1939: Edward Vissers
- 1947: Jean Robic
- 1948: Jean Robic
- 1949: Fausto Coppi
- 1950: Kléber Piot
- 1951: Jean Diederich
- 1952: Fausto Coppi
- 1953: Jean Robic
- 1954: Federico Bahamontes
- 1955: Miguel Poblet
- 1957: José Da Silva
- 1959: Armand Desmet
- 1960: Kurt Gimmi
- 1961: Marcel Queheille
- 1962: Federico Bahamontes
- 1963: Federico Bahamontes  e Raymond Poulidor
- 1964: Julio Jiménez  e Federico Bahamontes
- 1965: Julio Jimenez
- 1967: Julio Jimenez
- 1968: Jean-Pierre Ducasse
- 1969: Eddy Merckx
- 1970: Andrés Gandarias
- 1971: Lucien Van Impe
- 1972: Roger Swerts
- 1973: Bernard Thévenet
- 1974* : Jean-Pierre Danguillaume [2]
- 1974 (2) : Gonzalo Aja [2]
- 1975: Lucien Van Impe
- 1976: Francisco Galdós

- 1977: Lucien Van Impe
- 1978: Michel Pollentier
- 1980: Raymond Martin
- 1983: José Patrocinio Jiménez
- 1985: Pello Ruiz Cabestany
- 1986: Dominique Arnaud
- 1988: Laudelino Cubino
- 1989: Robert Millar
- 1990: Miguel Martinez-Torres
- 1991: Claudio Chiappucci
- 1993: Tony Rominger
- 1994: Richard Virenque
- 1995: Richard Virenque
- 1997: Javier Pascual Rodríguez
- 1998: Alberto Elli
- 1999: Alberto Elli
- 2001: Sven Montgomery
- 2003: Sylvain Chavanel
- 2006: David de la Fuente
- 2008: Rémy Di Grégorio
- 2009: Franco Pellizotti
- 2010: Christophe Moreau
- 2010 (2)*: Andy Schleck
- 2011: Jérémy Roy
- 2012: Thomas Voeckler
- 2014: Blel Kadri
- 2015: Rafał Majka
- 2016: Thibaut Pinot
- 2018: Julian Alaphilippe
- 2019*: Thibaut Pinot
- 2021: Pierre Latour
- 2023: Tobias Halland Johannessen
- 2024: Oier Lazkano
- 2025: Lenny Martinez

Il colle è stato inoltre sede di arrivo della 13ª tappa della Vuelta a España 2023, vinta da Jonas Vingegaard.